# 初恋クロマニヨン
初恋クロマニヨン（はつこいクロマニヨン）は、日本のお笑いトリオ。よしもとエンタテインメント沖縄（吉本興業の子会社）所属。2006年結成。第3代沖縄県住みます芸人。

## メンバー
| 名前                               | 生年月日      | 身長・体重 | 出身地       | 趣味                     | 特技                 |
| ---------------------------------- | ------------- | ---------- | ------------ | ------------------------ | -------------------- |
| しょう2020 松田 正（本名、旧芸名） | 1984年8月22日 | 178cm 70kg | 沖縄県読谷村 | 野球、漫画、ソフトボール | 野球、指での物はじき |
| 新本 奨                            | 1985年5月27日 | 163cm 56kg | 沖縄県読谷村 | 映画鑑賞、野球、漫画     | 野球、ボーリング     |
| 比嘉 憲吾                          | 1985年9月25日 | 171cm 84kg | 沖縄県読谷村 | 野球、ゴルフ             | 映画観賞、ウクレレ   |

## 来歴
- 中学生のころから一緒に漫才を始めた[1]。
- 当初はFECオフィスに所属しており[2]、その後よしもと沖縄エンターテイメントカレッジ（現・NSC沖縄）を1期生として卒業。

### 出来事
- 「読谷村青年会活動PR大使」に任命された[3]。

## 賞レース成績
- FECオフィス「フレッシュお笑い選手権」第10回(2003)＝特別賞／第11回(2004)＝特別賞／第12回(2005)＝優勝
- M-1グランプリ2010 準々決勝進出
- M-1グランプリ2017 3回戦進出
- 沖縄テレビ「新春！Oh笑い O-1グランプリ2017」優勝
- 琉球朝日放送「お笑いバイアスロン2017」準優勝
- 琉球朝日放送「お笑いバイアスロン2019」優勝[4][5]
- 琉球朝日放送「お笑いバイアスロン2020」準優勝
- 琉球朝日放送「お笑いバイアスロン2021」優勝
- 琉球朝日放送「お笑いバイアスロン2022」優勝

## 出演

### テレビ
現在
- ウチラン：日曜日午後5時（琉球朝日放送）- MC

過去
- 郷土劇場・oh!笑いけんさんぴん（2004年9月1日、沖縄テレビ）

映画
・「かなさんどー」監督/脚本：照屋年之(ガレッジセール・ゴリ)

### ラジオ
現在
- 初恋クロマニヨンのみーちく！ぱーちく！：月曜日14時～15時（FMよみたん）
- わんデイ：RBCiラジオ木・金曜日（１７時～２０時　松田のみ）

過去
- リビドー　初恋クロマニヨンのいじくりチューズデー：火曜日22時〜23時 (琉球放送、2012.7～2014.3.25)

### CM
- 有限会社具志川興産、住友ハウス株式会社

### Web・新聞
- 沖縄芸人ナビ＝松田正　琉球新報Style・毎月第一水曜日掲載（週刊レキオは毎月第一木曜日掲載）